# Penka Stojanova
Penka Stojanova, född 21 januari 1950 i Karlovo i Obsjtina Karlovo i Bulgarien, död 16 augusti 2019, var en bulgarisk basketspelare som var med och tog OS-brons 1976 i Montréal. Detta var första gången damerna deltog vid de olympiska baskettävlingarna. Fyra år senare var hon med och tog OS-silver 1980 i Moskva.